# 麥克·穆西納
邁克爾·柯爾·穆西納（英語：Michael Cole Mussina，1968年12月8日—），通稱麥克·穆西納（Mike Mussina），生於賓州威廉波特，前美國職棒大聯盟球員，守備位置為投手，曾效力於巴爾的摩金鶯隊、紐約洋基隊。他獲得7次金手套獎。賽揚獎則被提名7次。

## 職業生涯

### 巴爾的摩金鶯
穆西納，綽號「Moose」、「穆帥」，畢業於史丹佛大學，期間，他是Delta Tau Delta (ΔΤΔ) 兄弟會的成員，1990年12月，只花了三年半的時間取得了經濟學的學位。他在新人選秀中巴爾的摩金鶯以首輪（全體20名）選中1990年業餘選秀；1990年以及在1992年第一季成為金鶯的主力，最終以18勝5敗以及2.54防禦率完成球季。穆西納在1995年和1996年都取得19勝的成績。1996年穆西納協助金鶯隊進入季後賽，金鶯隊在美聯冠軍賽輸給洋基以及在1997年美聯冠軍賽輸給克里夫蘭印地安人。在對克里夫蘭印地安人的第三場比賽，穆西納在比賽中三振15名球員平了美聯冠軍賽記錄。

### 紐約洋基
2000年季後，穆西納選擇成為自由球員。11月30日，他以自由球員身份和紐約洋基隊簽下6年88,500,000美元合約。
2001年－2004年
穆西納在洋基的第一個球季投的很好，獲得17勝11敗，自責分率為3.15，有214次奪三振，4場完投（3場完封）。在美聯分區系列賽第3場（10月13日），他主投7局，未讓對手運動家隊得分，洋基最後以比分1:0獲勝。洋基隊最後在該系列勝出，他們也成為史上唯一在五戰三勝的分區賽當中，以二場敗場開局，卻能成功淘汰對手的球隊。在2001年世界大賽，穆西納負責第1、第5場的先發任務，共投11局，防禦率為4.09。
2002年，穆西納投出18勝10敗，自責分率4.05。他的保送率（1.65）排名美聯第2位，三振數（182）美聯第3。在比數平手時，擁有1成98的對手打擊率，顯出遇強則強的投球習性。
2003年，穆西納投出17勝8敗，自責分率3.40。他的三振數（195）再次列名美聯第4位。在2出局、得點圈有人的狀況下，穆西納的對手打擊率是1成90。他在美聯冠軍戰第7場的第4局登板救援（其個人生涯首次），在一、三壘有人，且無人出局的情形下，首先三振紅襪隊隊長傑森·瓦瑞泰克，接著讓強尼·戴蒙擊出雙殺打，化解危機。總計他共投了3局，沒有失分，其表現使洋基隊站穩陣腳，進而在延長11局逆轉獲勝。
2004年，當羅傑·克萊門斯、安迪·派提特和大衛·威爾斯相繼離開球隊後，穆西納成為洋基隊輪值名單內的王牌投手。這年穆西納被一連串的運動傷害所苦，已不再有2003年之前出色的表現。2004年球季他投出12勝9敗和4.59自責分率的成績。
2005年－2008年
2005年，穆西納已不再是洋基隊的王牌投手。他的成績是13勝8敗，以及4.41自責分率。
2006年7月5日，對克里夫蘭印地安人隊取得勝利，使他成為美國聯盟史上第一位連續15個球季贏得10勝以上的投手。7月31日穆西納贏得生涯第237勝；不久，也投出2,500次三振。總計他在2006年投出15勝7負，防禦率3.51（美聯第4），對手的上壘率為2成79（美聯第2），個人保送率為1.60（美聯第3）。該年11月20日，穆西納與洋基續約2年，合約價值23,000,000美元。
2007年，穆西納成為史上第9位為兩支球隊各贏得百勝的投手（金鶯隊時期共147勝）。該年穆西納的防禦率為5.15，生涯最差。
穆西納在2008年球季的洋基隊陣容中，是被倚重的老經驗前輩，然而由於前季的成績，以及逐漸下滑的球速，他的表現開始受到紐約球迷、甚至自家老闆的質疑。穆西納選擇以行動化解這些疑慮，自5月起，迄明星賽（7月15日）止，他投出8勝5負、防禦率3.12的成績。期間他拿下個人球季第10勝，將自己所持有的美聯紀錄推進至連續17季（取得雙位數勝投）。9月18日，在主場取得個人第18勝，這是他在老洋基體育場的最後一場先發。9月28日對波士頓紅襪隊以6:2取勝，這是穆西納今年的第20勝，他以39歲高齡成為大聯盟史上年紀最長的20勝投手。總計他在這年的成績為20勝9負，防禦率3.37，他的第一球好球率（67.6%）排名大聯盟先發投手首位。他在2008年的東山再起獎票選中排名第2位（負於克里夫·李），此外還獲得個人生涯第7座投手金手套獎。
11月20日，穆西納宣佈退休。在取得單季20勝之後選擇急流勇退，是山迪·柯法斯（1966年球季）以來首見。

## 技術特點
穆西納會投許多不同的球種。他的四縫線快速球在生涯末期已降至84-88英里（約135-142公里），實戰球路則有二縫線快速球、指叉球、滑球、變速球、曲球等，還有被認為他投最好的球種──彈指曲球。他在比賽中會利用手肘的角度去掩飾球路。舉例來說，他會刻意壓低側手位置去遮掩要投上昇球時的低起手位置。
在春訓期間，洋基的捕手荷黑·波沙達注意到穆西納投變速球時，手指會用一種獨一無二的方式握球。當波沙達在小組練習打擊時，每每識出此一破綻而將穆西納所投的變速球打到深遠的中外野。後來在比賽期間穆西納在休息區請教波沙達為何總能將他的變速球抓得這麼準，波沙達解釋是因為看出穆西納的手指。有了這項訊息，穆西納調整了握球的姿態，讓打擊者難以從投球前的準備動作看出他將要投變速球。

## 生涯成績
| 年度   | 球隊         | 出賽 | 勝場 | 敗場 | 救援 | 奪三振 | 四死 | 完投 | 完封 | 被安打 | 被全壘打 | 投球局數 | 防禦率 |
| 1991年 | 巴爾的摩金鶯 | 12   | 4    | 5    | 0    | 52     | 21   | 2    | 0    | 77     | 7        | 87.2     | 2.87   |
| 1992年 | 巴爾的摩金鶯 | 32   | 18   | 5    | 0    | 130    | 48   | 8    | 4    | 212    | 16       | 241.0    | 2.54   |
| 1993年 | 巴爾的摩金鶯 | 25   | 14   | 6    | 0    | 117    | 44   | 3    | 2    | 163    | 20       | 167.2    | 4.46   |
| 1994年 | 巴爾的摩金鶯 | 24   | 16   | 5    | 0    | 99     | 42   | 3    | 0    | 163    | 19       | 176.1    | 3.06   |
| 1995年 | 巴爾的摩金鶯 | 32   | 19   | 9    | 0    | 158    | 50   | 7    | 4    | 187    | 24       | 221.2    | 3.29   |
| 1996年 | 巴爾的摩金鶯 | 36   | 19   | 11   | 0    | 204    | 69   | 4    | 1    | 264    | 31       | 243.1    | 4.81   |
| 1997年 | 巴爾的摩金鶯 | 33   | 15   | 8    | 0    | 218    | 54   | 4    | 1    | 197    | 27       | 224.2    | 3.20   |
| 1998年 | 巴爾的摩金鶯 | 29   | 13   | 10   | 0    | 175    | 41   | 4    | 2    | 189    | 22       | 206.1    | 3.49   |
| 1999年 | 巴爾的摩金鶯 | 31   | 18   | 7    | 0    | 172    | 52   | 4    | 0    | 207    | 16       | 203.1    | 3.50   |
| 2000年 | 巴爾的摩金鶯 | 34   | 11   | 15   | 0    | 210    | 46   | 6    | 1    | 236    | 28       | 237.2    | 3.79   |
| 2001年 | 紐約洋基     | 34   | 17   | 11   | 0    | 214    | 42   | 4    | 3    | 202    | 20       | 228.2    | 3.15   |
| 2002年 | 紐約洋基     | 33   | 18   | 10   | 0    | 182    | 48   | 2    | 2    | 208    | 27       | 215.2    | 4.05   |
| 2003年 | 紐約洋基     | 31   | 17   | 8    | 0    | 195    | 40   | 2    | 1    | 192    | 21       | 214.2    | 3.40   |
| 2004年 | 紐約洋基     | 27   | 12   | 9    | 0    | 132    | 40   | 1    | 0    | 178    | 22       | 164.2    | 4.59   |
| 2005年 | 紐約洋基     | 30   | 13   | 8    | 0    | 142    | 47   | 2    | 2    | 199    | 23       | 179.2    | 4.41   |
| 2006年 | 紐約洋基     | 32   | 15   | 7    | 0    | 172    | 35   | 1    | 0    | 184    | 22       | 197.1    | 3.51   |
| 2007年 | 紐約洋基     | 28   | 11   | 10   | 0    | 91     | 35   | 0    | 0    | 188    | 14       | 152.0    | 5.15   |
| 2008年 | 紐約洋基     | 34   | 20   | 9    | 0    | 150    | 31   | 0    | 0    | 214    | 17       | 200.1    | 3.37   |
| 合計   | 18年         | 537  | 270  | 153  | 0    | 2813   | 785  | 57   | 23   | 3460   | 376      | 3562.2   | 3.68   |

### 季後賽成績
穆西納在1996年至1997年和2001年至2007年都有出賽。在139.2局的投球中，獲得7勝8敗、3.42自責分率、145次三振的成績。
在1997美國聯盟冠軍系列戰中，穆西納投出了兩場季後賽歷史上的傑作。在15局中，被擊出4支安打、失1分，並且三振了25次。但是金鶯隊並沒有得分，並且輸掉了兩場比賽。

### 著名紀錄
- 1992年7月17日，他解決了前12位遊騎兵隊的打者，直到被Kevin Reimer擊出一支二壘安打。他解決了最後的14位打者，完成一場一支安打、8比0的完封勝。
- 1997年5月30日，他解決了前25位克里夫蘭印地安人的打者，直到9局1出局時他被Sandy Alomar Jr.擊出一支一壘安打。穆西納三振了最後的兩位打者，以3比0、一支安打拿下完封勝。
- 1998年8月4日，他解決了前23位底特律老虎的打者。直到8局，2出局時被Frank Catalanotto敲出一支二壘安打。最後以4比0拿下完封勝。
- 2001年9月2日，他投出一場最令他心碎的比賽── 一場幾近完全比賽的球賽。他解決了波士頓紅襪前26位打者，他在面對第27位打者，Carl Everett（替Joe Oliver打擊）在2好1壞時被打出了內野和中左外野間的落地安打。穆西納用一個滾地球讓第一棒打者Trot Nixon出局，投了13次三振和被擊出一支安打以1比0、差點成為完全比賽的完封勝。
- 2002年4月14日，他解決前16位紅襪打者。直到6局1出局時面對Doug Mirabelli被擊出一支一壘安打。Ramiro Mendoza接替穆西納投球。然後洋基以6比2贏得勝利。
- 2004年10月12日，美國聯盟冠軍賽的第一場比賽，他解決前19位紅襪打者，直到第7局，1出局時被馬克·貝爾洪擊出二壘安打。Tanyon Sturtze接替穆西納投球，洋基以10比7獲勝。

### 其它成就
- 5次入選明星隊（1992年、1993年、1994年、1997年、1999年）。
- 生涯奪三振2813次，大聯盟終身排行榜第19名。
- 7次贏得美國聯盟金手套獎（1996年、1997年、1998年、1999年、2001年、2003年、2008年）。
- 自1992年至2008年連續17年贏得10勝以上的戰績，大聯盟史上只有6名投手能有這樣的成就。
- 生涯先發超過500場，勝率達6成38，大聯盟史上排名第6位。
- 雖從未獲得賽揚獎，但曾在6次賽揚獎票選中名列前5名（1992年、1994年、1995年、1996年、1999年、2001年）。
- 美國聯盟史上投球局數超過3000局的投手中，每九局平均保送次數少於2次的只有3人，穆西納是其中之一。
- 穆西納自1991年至2008年的18年大聯盟生涯期間，只有3名投手的生涯勝投數比他還多。
- 大聯盟史上生涯首次達成單季20勝最老的投手(39歲又10個月)，並於當季退休，成為大聯盟史上第二位帶著最後一季20勝退休的健康投手。(與1903年施密特（Henry Schmidt）類似，施密特在為布魯克林贏得22勝後，選擇去西岸發展而退休。)

## 軼事
- 已婚，於1997年結婚，有兩個兒子和一個繼女。
- 在少年棒球聯盟國際董事會服務。
- 他的綽號「Moose」來自於他姓氏讀音的一部分。他在家鄉有一間叫「Moose Bros.」的店。
- 穆西納開始投球的習慣動作（彎下腰並緩慢的抬起來）是從中學開始的，彎下腰是為了能從雙腿間看到後面的跑者。
- 1995年9月6日，卡爾·瑞普肯以2131場打破大聯盟連續出賽的紀錄，當時穆西納是先發投手及勝利投手。
- Sandy Alomar Jr.在1997年一棒打飛穆西納的完全比賽的人，也在1998年年打斷穆西納的鼻子。
- 2001年穆西納那場幾近完全比賽的敵隊投手──大衛·孔恩──在當年曾完成完全比賽。
- 縱橫字謎遊戲的熱愛者，並參與2006年紀錄片Wordplay。
- 在高校時間與Kelly Mazzante是同校生，現在是國家女子籃球聯盟鳳凰城水星隊得分後衛。

## 外部連結
- 球員資訊和成績在MLB，ESPN，Baseball-Reference，Fangraphs，The Baseball Cube（英文）
- Mike Mussina Foundation (官網)（英文）

| 前任： 吉米·基伊 | 美國職棒大聯盟勝投王 1995年 | 繼任： 安迪·派提特 |